# Länsstyrelsen i Västernorrlands län
Länsstyrelsen i Västernorrlands län är en statlig myndighet med kansli i Härnösand. Länsstyrelsen ansvarar för den statliga förvaltningen i länet, och har flera olika mål gällande regional utveckling. Länsstyrelsen i Västernorrlands län har cirka 230 anställda.
Länsstyrelsens chef är landshövdingen, som utses av Sveriges regering.

## Vattenmyndighet
Länsstyrelsen i Västernorrlands län utgör också vattenmyndigheten för Bottenhavets vattendistrikt, och ansvarar alltså för förvaltningen av kvaliteten på vattenmiljön i de områden i Sverige vars avrinning mynnar ut i Bottenhavet.